# Honkasaari (ö i Finland, Egentliga Tavastland, Tavastehus, lat 61,28, long 24,57)
Honkasaari är en ö i Finland. Den ligger i sjön Iso-Roine och i kommunen Tavastehus i den ekonomiska regionen  Tavastehus ekonomiska region  och landskapet Egentliga Tavastland, i den södra delen av landet, 120 km norr om huvudstaden Helsingfors. Öns area är 0,1 hektar och dess största längd är 40 meter i sydöst-nordvästlig riktning.